# Shangchewan (köpinghuvudort i Kina, Hubei Sheng, lat 29,80, long 113,01)
Shangchewan (kinesiska: 上车湾, 上车湾镇) är en köpinghuvudort i Kina. Den ligger i provinsen Hubei, i den centrala delen av landet, omkring 150 kilometer sydväst om provinshuvudstaden Wuhan. Antalet invånare är 30 460. Befolkningen består av 14 757 kvinnor och 15 703 män. Barn under 15 år utgör 19,0 %, vuxna 15-64 år 68 %, och äldre över 65 år 11,0 %.
Runt Shangchewan är det ganska tätbefolkat, med 248 invånare per kvadratkilometer. Närmaste större samhälle är Hongcheng, 12,2 km väster om Shangchewan. Trakten runt Shangchewan består till största delen av jordbruksmark.
Genomsnittlig årsnederbörd är 1 758 millimeter. Den regnigaste månaden är maj, med i genomsnitt 229 mm nederbörd, och den torraste är december, med 39 mm nederbörd.